# قائمة منتجات طبية ذات فعالية غير مثبتة لفيروس كورونا

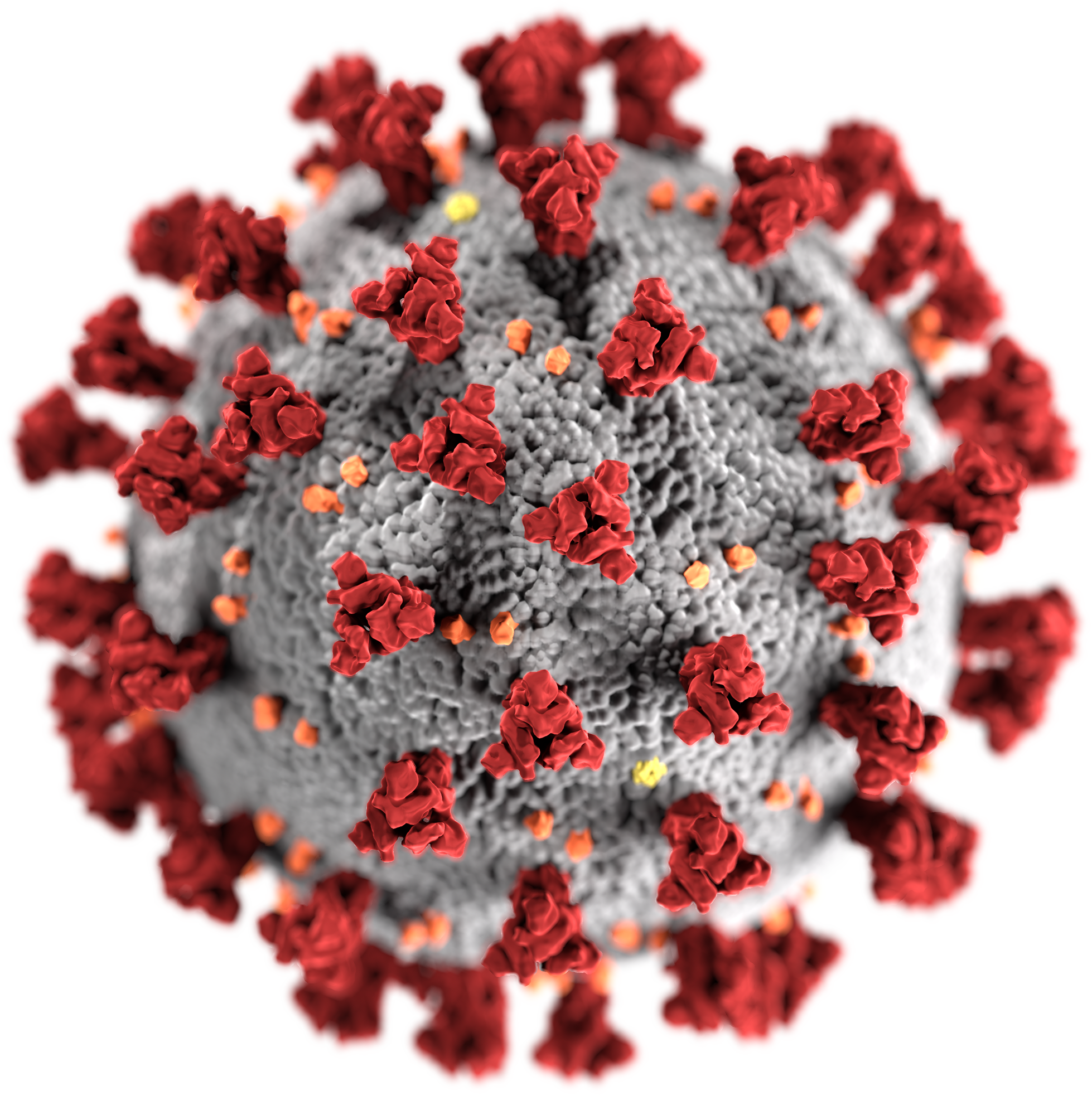

هناك العديد من المنتجات الطبية المزيفة وغير المؤكدة التي تدعي تشخيص، أو منع، أوعلاج فيروس كورونا الذي يُسبب عداوَى في الجهاز التنفسي في الأشخاص. الأدوية المزيفة هي أدوية غير مصرح بها، يتم بيعها بذريعة تقديم علاج لـفيروس كورونا. قد تحتوي على مكونات خاطئة أو المكون الصحيح بكميات خاطئة.  حتى مارس 2020، لا توصي منظمة الصحة العالمية بأي أدوية لعلاج أو علاج فيروس كورونا، على الرغم من أن البحث جار في العديد من البلدان، بما في ذلك تجربة التضامن التي تقودها منظمة الصحة العالمية. طلبت منظمة الصحة العالمية من البلدان الأعضاء إبلاغها على الفور في حالة اكتشاف أي منتجات مزورة. لا يوجد لقاح قيد الاستخدام حاليًا للوقاية من فيروس كورونا.

## إدعاءات الوقاية
- تم بيع لقاح مزيف يحتوي على مزيج من الأمفيتامينات والكوكايين والنيكوتين بسعر 300 دولار أمريكي على الدارك ويب ضد فيروس كورونا [3]
- في الهند، تم الإدعاء بأن منظمة الصحة العالمية تحذر من تناول الملفوف لمنع الإصابة بالفيروس [4]
- تنتشر المنشورات في وسائل التواصل الاجتماعي أن مضمضة المياه المالحة، وشرب السوائل الساخنة مثل الشاي وتجنب الآيس كريم يمكن أن توقف من انتقال فيروس كورونا. كما تم التداول أن استخدام «الملح والكركم والمطهر» يعتبر تدبير وقائي [5]
- إدعاء أن شرب الماء بالليمون واستهلاك فيتامين سي يقوم بتقوية جهاز المناعة ومنع انتقال المرض[6]
- يدحض مسؤولو اليونيسف المزاعم الكاذبة بأنهم نشروا مبادئ توجيهية للوقاية من فيروس كورونا. بعض الادعاءات الكاذبة هي أن الفيروس يقتل عند 26-27 درجة مئوية، وشرب الماء الدافئ أو التعرض لأشعة الشمس سيفعل ذلك [7]
- أكثر من 34,000 قناع جراحي تم ترويجه بإنه يعمل علي الوقاية من الفيروس وتم منعه من قبل اليوروبول [8]
- تم نشر فيديو على الإنترنت لإعداد معقم اليدين في المنزل للوقاية من فيروس كورونا، عن طريق مزج النبيذ والمبيض ومنعم الأقمشة المتداول [9]
- قال تحذير، زُعم أنه من وكالة صحية أسترالية، أن الفيروس ينتشر عبر مضخات البنزين وأن على الجميع ارتداء القفازات عند ملء الوقود في سياراتهم. [10]
- الادعاء في وسائل التواصل الاجتماعي بأن الخل أكثر فاعلية ضد الفيروس من مطهر اليدين [11] واخر أن مشروبًا قديمًا سريلانكيًا يمكن أن يمنع الفيروس [12]
- تم تداول النصائح للبقاء في المنزل خلال أيام معينة عندما قامت المروحيات برش مطهر على المنازل لقتل فيروس كورونا في وسائل التواصل الاجتماعي [13]
- تم اقتراح صنع أقنعة من المناديل المبللة كبديل للأقنعة الجراحية [14]
- أخبار كاذبة في جنوب آسيا عن اكتشاف لقاح ضد فيروس كورونا [15]
- تم الادعاء بأن الهواء الساخن من حمامات البخار ومجففات الشعر والأشعة فوق البنفسجية يمنع الإصابة بالفيروس [16][17]
- ادعاء بمبادئ توجيهية مزيفة من طبيب صيني، على أن الصابون الأحمر قاتل للجراثيم أكثر من الصابون الذي يحتوي على ألوان أخرى، وأن المنديل الأبيض يمكن أن يسبب تأثيرًا ضارًا على الفيروس [18]
- يُدعى أن هناك عقار يستخدم في الطب المثلي على أنه «إضافة» لمنع فيروس كورونا [19]
- تم إدخال الأشخاص الذين تناولوا الفاكهة السامة من نبات الداتورة كإجراء وقائي للفيروس إلى المستشفى. قاموا بأكل الفاكهة باتباع تعليمات من فيديو متداول علي برنامج TikTok الذي نشر معلومات خاطئة بشأن منع فيروس كورونا.[20]

## إدعاءات التشخيص
- تم وصف مجموعات اختبار مزيفة لفيروس كورونا، التي كانت تستخدم في الأصل لاختبار فيروس نقص المناعة ومستويات الجلوكوز [21]

- تم الادعاء أيضا أن حبس النفس لمدة 10 ثوانٍ هو اختبار ذاتي فعال لفيروس كورونا.[22]

## إدعاءات العلاج

### مداواة طبيعية
- يتم بيع زيت الثعبان في الولايات المتحدة والصين كعلاج لفيروس كورونا [23][24]

- ادعى سياسي هندي أن شرب بول البقر ووضع روث البقر على الجسم يمكن أن يعالج فيروس كورونا [25][26]
- تناول الثوم والزنجبيل والبصل يعتبر إجراء وقائي ضد فيروس كورونا [27]
- تم اقتراح استنشاق البخار كعلاج لعدوى الفيروس[28][29]
- تم اقتراح عصيرالقرع المر، وهو خضروات تستخدم في الطب التقليدي، كعلاج لـفيروس كورونا [30]
- يُزعم أن شرب الماء كل 15 دقيقة يمنع الإصابة بالفيروس [31]
- تم تعميم ادعاءات أن أوراق شجرة النيم علاج للـفيروس [32]
- زُعم أن الموز قادر على تعزيز جهاز المناعة ومنع فيروس كورونا [33]
- تم التداول في وسائل التواصل الاجتماعي، بما في ذلك المشاهير بإنه إذا تم أخذ ستة أنفاس عميقة ثم السعال عن طريق تغطية الفم يعتبرعلاج لعدوى فيروس كورونا.[34]

### العلاج بالسحر
- زعم أحد مستخدمي موقع YouTube أن «الحل المعدني المعجزة»، الذي يحتوي فقط على ثاني أكسيد الكلور يمكن أن يمحو الفيروس ثم حذرت إدارة الغذاء والدواء الأمريكية من أن شرب ثاني أكسيد الكلور يمكن أن يسبب مشاكل صحية خطيرة [35]
- قام شخص يعيش في كاليفورنيا بتسويق أقراص لعلاج الفيروس، على الرغم من أن محتويات القرص لم تُنشر. تم القبض عليه بتهمة الاحتيال، والتي تصل إلى السجن 20 عامًا [36]
- تم التوقع بأن الكوكايين علاج للفيروس [35] وعندما ظهرت هذه الأخبار على وسائل التواصل الاجتماعي، ثم نوه الفيس بوك بإنها معلومات مضللة [37]
- تم الكشف عن ادعاءات بأن محلول الفضة الغروية يمكن أن يقتل أكثر من 650 من مسببات الأمراض بما في ذلك فيروس كورونا. ثم حذر موقع معاهد الصحة الوطنية الأمريكية من تناول الفضة الغروية كمكمل غذائي [38]
- تباع معاجين الأسنان والمكملات الغذائية والكريمات بشكل غير قانوني في الولايات المتحدة لعلاج عدوى فيروس كورونا [39]
- انتشرت ادعاءات على وسائل التواصل الاجتماعي أن الدكتور لي وينليانج وثق أنه بما أن الشاي يحتوي على المنشطات الميثيل زانتين والثيوبرومين والثيوفيلين، فإنه قادر على صد الفيروس [40]
- ادعت منشورات على وسائل التواصل الاجتماعي أن الرماد البركاني من ثوران بركان تال في 12 يناير 2020 في الفلبين كان سبب انخفاض معدلات الإصابة في البلاد، مشيرة إلى أنه يمكن أن يقتل الفيروس ولديه «مضاد للفيروسات» و «صفات مطهرة» [41]
- وذكر موقع لوسائل الإعلام التايلاندية أن نوع من الأعشاب يمكن أن يعزز أجهزة المناعة ويخفف من أعراض الفيروس [42]
- انتشرت الادعاءات من الفلبين أن هناك نوع من الشجيرات يمكن أن يعمل كمضاد حيوي ضد فيروسات عند استخدامه كقطرة للعين. كما زعمت أن الفيروس يبدأ من الجلد ويزحف إلى العينين [43]
- انتشرت الادعاءات في الصين، مشيرة إلى أن المحاليل الملحية يمكن أن تقتل الفيروس.[44]

### طرق المرتبطة التطهير

#### تنظيف اليدين
- معقم اليدين ليس أكثر فعالية من الغسيل بالماء والصابون العادي. تنصح المراكز الأمريكية لمكافحة الأمراض والوقاية منها بالغسيل بالماء والصابون لمدة 20 ثانية على الأقل كأفضل طريقة لتنظيف اليدين في معظم المواقف. ومع ذلك، في حالة عدم توفر الماء والصابون، يمكن استخدام معقم اليدين الذي يحتوي على 60% على الأقل من الكحول بدلًا من ذلك، ما لم تكن الأيدي متسخة أو دهنية بشكل واضح.
- الصابون فعال في إزالة الفيروسات التاجية، لكن الصابون المضاد للبكتيريا ليس أفضل من الصابون العادي.[45]
- قال أشان باثيرانا، أمين سجل مكتب تعزيز الصحة في سريلانكا، إن الصابون الأحمر ليس مبيدًا للجراثيم أكثر من الصابون ذي الألوان الأخرى، على عكس الادعاءات الواردة في منشور شهير على فيسبوك. اقترح أنه قد يكون إشارة إلى الصابون الكربوني.[46]
- رُوج على نطاق واسع لمطهر الأيدي المُعد في المنزل عن طريق خلط الرم والمبيض ومنعم الأقمشة باعتباره فعالًا في منع كوفيد-19 في مقاطع فيديو يوتيوب في الفلبين. أصدرت مجموعة الكيميائيين المتكاملين في الفلبين بيانات تقول إن المشروبات الكحولية تحتوي فقط على حوالي 40% كحول، وأقل من 70% مطلوبة في معقمات اليد الفعالة، وأن خلط المبيض والكحول ينتج الكلوروفورم، وهو مادة سامة وخطيرة عند الاستنشاق أو عندما يتلامس مع الجلد. أصدرت الشركات المصنعة لماركات الرم والتبييض المستخدمة في مقاطع الفيديو بيانات علنية تصف الوصفة بأنها خطيرة وتحث الناس على عدم استخدامها.[47]
- يُزعم أن الفودكا مطهر منزلي فعال، أو مكون في واحد. ردت الشركة التي يُزعم أن علامتها التجارية على أنها وقائية على الشائعات من خلال الاستشهاد ببيان المراكز الأمريكية لمكافحة الأمراض والوقاية منها بأن معقمات الأيدي يجب أن تحتوي على 60% كحول على الأقل لتكون فعالة، وذكرت أن منتجها يحتوي فقط على 40% كحول.

#### الغرغرة وشطف الأنف والاستنشاق
- يعد استنشاق المبيض أو المطهرات الأخرى أمرًا خطيرًا ولن يحمي من COVID-19. يمكن أن تسبب تهيجًا وتلفًا للأنسجة، بما في ذلك العينين. إنها سامة وقد حذرت منظمة الصحة العالمية من تناولها داخليًا وإبقائها بعيدًا عن متناول الأطفال. يمكن استخدامها بأمان وفعالية لتطهير الأسطح غير البشرية، مثل أسطح العمل، ولكن ليس البشر.
- ادعى مؤيدو الطب البديل المثير للجدل جوزيف ميركولا وتوماس ليفي أن استنشاق محلول بيروكسيد الهيدروجين بنسبة 0.5-3% باستخدام البخاخات يمكن أن يمنع أو يعالج كوفيد-19. وقد استشهدوا بالبحث باستخدام بيروكسيد الهيدروجين لتعقيم الأسطح، مؤكدين بشكل غير صحيح أنه يمكن بالتالي استخدامه لتنظيف المجاري الهوائية البشرية. تمت إزالة تغريدة من ميركولا تعلن عن هذه الطريقة من تويتر في 15 أبريل 2020، لانتهاكها قواعد النظام الأساسي. يمكن أن يتسبب استنشاق بيروكسيد الهيدروجين في حدوث تهيج في مجرى الهواء العلوي وبحة في الصوت والتهاب في الأنف وحرقان في الصدر. عند التركيزات العالية، يمكن أن يتسبب استنشاق بيروكسيد الهيدروجين في تلف عصبي دائم أو الوفاة. على الرغم من الدعوة لاستخدام بيروكسيد الهيدروجين كشكل بديل ومكمل من الطب للاستخدام في عمليات مرضية متعددة، بما في ذلك مرض الانسداد الرئوي المزمن والربو والالتهاب الرئوي والتهاب الشعب الهوائية، يبدو أنه لا توجد تجارب بشأن استخدامه. أبلِغ عن حالة من الآثار الجانبية المحتملة المتعلقة باستنشاق بيروكسيد الهيدروجين المزمن (خلال 5 سنوات) والتي تؤدي إلى مرض رئوي خلالي في شكل التهاب رئوي حاد.[48]
- قيل إن الغرغرة بالمياه المالحة تقتل فيروس كورونا في ادعاءات على ويبو وتويتر وفيسبوك. نُسبت هذه الادعاءات بشكل خاطئ إلى خبير الجهاز التنفسي زهونغ نانشان، ومستشفى ووهان يونيون، وعدد من الأشخاص والمؤسسات الأخرى، أحيانًا مع تغيير الإسناد ونسخ النصيحة الفعلية حرفيًا. نشر الفريق الطبي في زهونغ ناشان تفنيدًا، طالبًا من الناس عدم مشاركته؛ وأشاروا إلى أن الفيروس يستقر في الجهاز التنفسي ولا يمكن تنظيفه بشطف الفم. وقالت منظمة الصحة العالمية أيضًا إنه ليس لديها دليل مقنع على أن هذه الطريقة ستوفر أي حماية ضد كوفيد-19.[49]

## الأدوية الغير مثبتة علمياً لعلاج الفيروس
في مارس 2020، قال الرئيس الأمريكي دونالد ترامب أن الكلوروكوين، العقار المضاد لمرض الملاريا قد تمت الموافقة عليه من قبل إدارة الغذاء والدواء الأمريكية لعلاج فيروس كورونا. أوضحت إدارة الأغذية والأدوية لاحقًا أنها لم توافق على أي علاجات أو أدوية لعلاج الفيروس، ولكن الدراسات جارية لمعرفة ما إذا كان الكلوروكين يمكن أن يكون فعالًا في علاج فيروس كورونا. بعد ادعائه، تم الإبلاغ عن هلع شراء
الكلوروكين في العديد من بلدان أفريقيا وجنوب آسيا. 
انتشرت أخبار في العراق عن شركة أدوية «بايونير» أن تدعي أن كبريتات هيدروكسي كلوروكوين وأزيثروميسين والزيترونير يمكن أن تشفي عدوي فيروس كورونا وستتاح هذه الأدوية مجانًا. أوضحت الشركة فيما بعد أنها لم تحاول إيجاد علاج لـفيروس كورنا.